# 合板

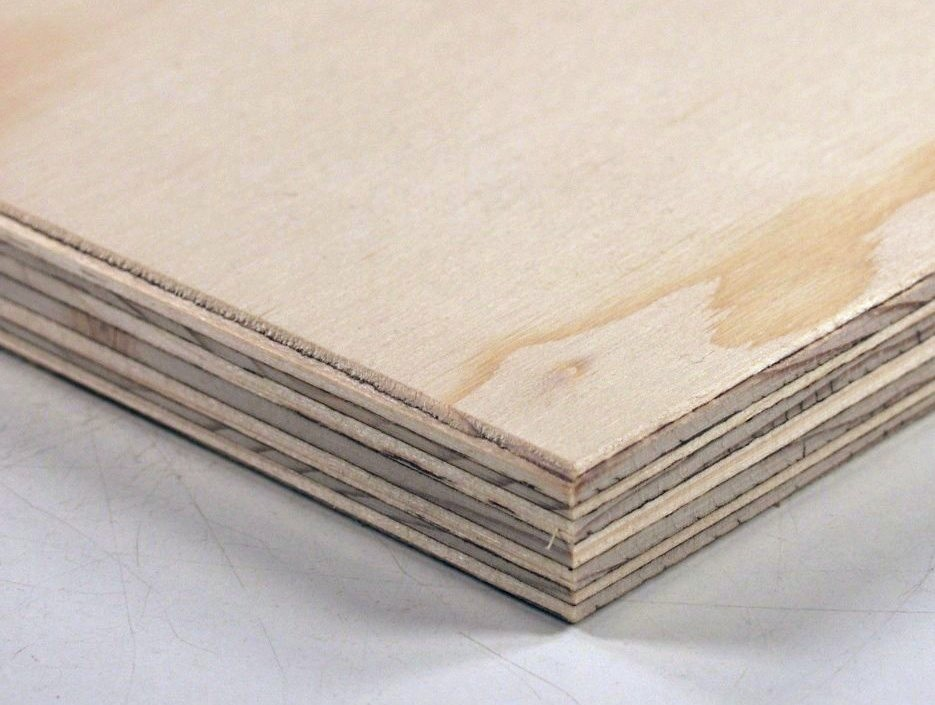
合板の構造

合板（ごうはん、英: plywood プライウッド）は、薄くスライスした単板を重ねて接着した木質材料である。日本では「ベニヤ板」（ベニヤいた）と呼ぶことが多い。

## 概説
英語の「plywood」（プライウッド）の「ply」（プライ）とは、層がいくつも重なった状態、つまり「積層」「多層」のことを指しており、「plywood」で「積層木材」を意味する。「veneer」（ベニヤ、ベニア）は薄くスライスした単板（突板）のことで「ベニヤ板」は「ベニヤ」から成る「板」ということになるが、「ベニヤ板」のことを「ベニヤ」を略すこともあり、両者の区別は厳密ではなかった。
合板は、材木を薄くスライスしてできたベニヤ（単板）を1枚ずつ繊維方向に直交させながら接着して積層したものである。一般に、反り（そり）を軽減するためにさまざまな工夫がされている（後述）。近年の合板では、最も一般的には、1～3mm程度のベニヤを多数枚、大抵は奇数枚、繊維方向が90°に、つまり直交するように、互い違いに重ねて接着（より詳細に言うと、大抵は 熱圧接着）されて多層構造になっている。稀に繊維方向が45度ずつ異なる層を重ねたものなどもある。
分類、種類
さまざまな分類法がある。国により分類法も異なる。材料となった樹木の種類による分類、材料となった単板の仕上がりの状態による分類、強度や剛性による分類、用途による分類、放出されるホルムアルデヒドの量による分類などがある。→#分類や規格など

歴史
遡れば古代エジプトから合板は用いられてはいた。ただし古代や中世ではたいした量ではなく、大量に製造され消費されるようになったのは近代以降である。1797年にはイギリスの技師によって合板製造装置の特許が申請された。→#歴史

反り軽減と 単板の枚数や層数
材木は湿度や温度の変化や経年変化などによって大きな反り（そり）が発生するようでは、一般に、とても使いづらいものとなる。よって合板の設計や製造では反りを軽減する工夫がされている。
合板を構成している層の数は、大抵は奇数である。（片面だけ装飾用の薄板や化粧紙など貼ったものは除く）
ひとつの単板を一種の「中心」として想定して、その両となりから、対称的に、繊維の向きを直交させつつ配置してゆく、というのが合板設計における大原則である。対称性を確保することで反り（そり）を軽減したり、寸法安定性を確保する。
では、突板を偶数用いて合板を作りたい場合はどうするかと言うと、たとえばJAS認定を取得している市販の構造用合板の中には、単板の枚数が4枚や6枚など偶数になっているものも一般的に市販されているが、この場合、中心の2枚の単板は、繊維の向きを同じ方向にしてあり、合板の厚み方向から見た繊維の向きの分布は、やはり中心対称である。
同方向に繊維が走っている中心部の単板2枚は、力学的には1層とカウントすべきであるから、このような合板は、単板の枚数は偶数でも、層数に着目するとやはり奇数である。なお「接着剤の塗布工程での都合を根拠に、単板の枚数を奇数にすれば単板の両面にいっぺんに接着剤を塗布することで生産工程が簡略化できるから、単板の枚数を奇数にしているのだ」といった主旨の説明がなされることもあるが、これは原因と結果を取り違えた不適切な解説であり、正しくない。合板製造工程における接着剤塗布の方法には複数あり、片面に塗布する工程を採用している工場もある。この場合、上記のような合理化は成り立たないし、現実にも、4枚や6枚、8枚など、偶数枚の単板を用いてつくられたJAS認定の構造用合板（中心の2枚は繊維を同じ向きにした）が、市場で普通に販売されている。
なお、繊維の向きを直交だけでなく45度にした層を加えた「斜行型合板」もその性能の高さは古くから研究されており、量産化を目指しつつ試作したものにおいても、従来の合板よりせん断性能に優れた結果が報告されている。異方性のある木材をよりよく使いこなす上で、このような研究は有望な技術をもたらすと期待されているが、斜め向きの単板を安価に量産することにまだ難しい部分があり、さらなる研究が求められている。

## 歴史
合板は数千年前から作られており、紀元前3500年前の古代エジプトに、単板を互い違いに重ね合わせた合板から作られた製品が産出されている。元々は良質な木材の不足のために、合板は作られた。品質の劣る木の表面に、薄くスライスした木材を接着剤で貼り付けた。構造的な利点は偶然のものだった。合板を発明したこの方法は、歴史の中で繰り返された。例えば、アイルランドのシェリダンなどの家具メーカーの多くが合板を使用した。
1797年にはサミュエル・ベンサム（イギリス海軍の技術者）が、合板製造のための装置についての特許の申請をした。
1837年頃にはサンクトペテルブルクで機械の製造を手がけていた実業家イマニュエル・ノーベル（アルフレッド・ノーベルの父）によって、針葉樹の丸太からロータリーレース（丸太をかつら剥きする機械）によって得られた単板を使った合板の発明がされた。イマニュエルは発明で財を築いたため、アルフレッドに複数の家庭教師をつけ、化学をさらに学ぶためにパリやアメリカへの留学する資金ともなった。
19世紀中盤に最初のロータリーレース機械がアメリカ合衆国に設置されて以降、合板は安価な建築資材として世界中に広まっていった。
日本では、1907年に浅野吉次郎が独自にロータリーレースの機械を開発。拠点であった中京地方を中心として、合板機械の製造や合板の生産が非常に盛んになった。特に、名古屋の堀川沿いには、名古屋港からの木材を加工する大小の合板工場が林立していた。1950年代に尿素系の接着剤が普及するまでは、剥離の発生など粗悪なイメージを払拭することができなかった。

## 分類や規格など
さまざまな分類法がある。材料となった樹木の種類による分類、材料となった単板の仕上がりの状態による分類、強度や剛性による分類、用途による分類、放出されるホルムアルデヒドの量による分類などである。
なお合板は、一般に水にかなり弱いが、船で使用するために特別に耐水性を強めた合板を「Marine Plywood マリン合板」と言う。高価だが船舶の内装のほか、船の種類によっては外装に使われることもある。

### 米国
合板の材料のベニヤ（単板）の加工の質によるグレード
米国では、柔らかい木材の合板（≒建築用合板）の単板に着目して、「A」「B」「C」「D」の4つのグレード（等級）に分類されている。（まれに「C-plugged」という5つ目の等級も追加されることがある。またそれらの等級の上に（広く市販されているわけではない、特注品として）「N」という等級も一応ある。
- Nグレードは、「自然な仕上がり」を求めた特注品。心材や辺材も選択できる。特注なので規格などには制約されない。また修復も含みうる。
- Aグレードは、滑らかで塗装可能。Aグレードは、（「Neatly made reapair permissible（丁寧な修復は許容範囲）」と規定されており）製造業者の中にはかなりうまく修復しているところもあるが、大抵の業者のものでは（多かれ少なかれ）修復跡やノット（材木の「目」など）を含む[7]。
- Bグレードは、いくつかの修復が施された固い表面。通常は、丸いパッチや木材でのフィラー（充填）も含む。1インチ以下の硬いノット（目）を含むが、木材の塊がない。小さな分割も多少含む[7]。
- Cグレードは、1から1/2インチ程度のサイズの硬いノット（目）があり、1インチまでのノットホール（穴）もある。割れ目や変色も多少含む[7]。
- Dグレードは、1/2インチから最大で2インチほどの大きさのノットホール（穴）がある。多少の分割。（そのかわり）一般に修復は無い[7]。

強度や剛性に焦点を合わせた合板の分類
「Classification of Softwood Plywood Rates Species for Strength and Stiffness」と言い、「GROUP 1」から「GROUP 5」までの5つのグループに分類されており、それぞれのグループごとに、含まれる樹木の種類と産地の組み合わせがリスト化されている。
たとえば「GROUP 1」のリストの冒頭は以下のようになっている。
- Apitong （アピトン）
- Beech （ブナ）,
  - American
- Birch バーチ（カバ）
  - Sweet
  - Yellow
- Douglas fir ダグラスファー（ベイマツ）

（...）
たとえば「GROUP 1」に含まれるのは、ブナではAmerican Beech（アメリカ・ブナ）のみ、カバノキではSweet BirchとYellow Birchのみ、ということになる。

### 日本
日本農林規格（JAS）では、「ロータリーレース又はスライサーにより切削した単板3枚以上を主としてその繊維方向を互いにほぼ直角にして、接着したもの」を合板としており、建築物の構造用に用いられる構造用合板、コンクリートの型枠に用いられるコンクリート型枠用合板（コンクリートパネル、コンパネ）、特に用途を定めない普通合板、構造用合板の表面等に美観を目的とする単板を貼った化粧ばり構造用合板、普通合板の表面等に美観を目的とする単板を貼った天然木化粧合板、普通合板の表面等にプリント、塗装等の加工をした特殊加工化粧合板の6種類を定めている。かつては普通合板について、「難燃処理」や「防炎処理」が定められていたが、2014年の改正で廃止された。
上述の通り、「コンパネ」はあくまでコンクリート型枠用合板のみのことであり、全ての合板を「コンパネ」と総称するのは間違いである（カテゴリ錯誤）。ホームセンターなどでも売られている「シナ合板（シナベニヤ）」は、天然木化粧合板のうちでも表面にシナノキを用いたものである。
構造用合板には強度等級があり、住宅等の構造上重要な部分には、必要な強度の構造用合板を用いなければならない。日本農林規格では、合板中の接着剤から放出されるホルムアルデヒドの量についての性能区分もあり、合板750cm2から24時間に放散するホルムアルデヒドの量が平均0.3mg/L以下であるF☆☆☆☆から、5.0mg/LのF☆の4段階の区分がある。現在では大半の製品がF☆☆☆☆を取得しているが、製造にホルムアルデヒドを発生する接着剤を使っていないわけではなく、その遊離を抑制するキャッチャー剤を配合しているだけで、依然として多くの合板でホルムアルデヒドを原料とする接着剤が使われている。

### 韓国
国立山林科学院告示第2015-8号「木材製品の規格と品質基準」では普通合板、コンクリート型枠用合板、構造用合板、表面加工合板に分けられる。

## 特徴
- 厚さ・サイズが豊富である。
- あらゆる方向からの力に対して、高い抵抗力を発揮する。
- 下地材として使われることが多く、仕上げには使われないため、外見はあまりよくないものが多いが、家具や内装材に使用するため、表面に木目の美しい仕上げ材を貼り付けた化粧合板も存在する。
- 無垢材より安いが美しくないという欠点があるが、積層された断面を美しく仕上げることで付加価値を上げることもできる。
- 無垢板では不可能な原木より幅広の板を作ることができる。
- 面積が増すことにより無垢材よりも費用対効果が高くなる（ただし、狭い面積では合板のほうが高価である。）。
- 合板を構成する薄板を曲げて張り合わせることで、無垢材より強く曲げることができる。また、円筒形に仕上げることも可能である。
- 内装材に用いられるユリア樹脂などの接着剤は透明で見た目は良いものの、水に弱く、長時間曝露されると加水分解が進む。このため濡れる可能性がある場所では、防水処理をすることが欠かせない。短時間の濡れに対しては乾かせば問題ないが、木質層が吸水して波打つことがある。常時濡れるような箇所に、このような耐水性のない合板を使うのは禁忌である。
- 接着剤の層を有するので、白蟻の食害には無垢板より強い。
- 接着剤の層を有するので、水蒸気は透過しない（無垢板は水蒸気を透過する）。
- 接着剤の層を有するので、多くの場合、製材品よりも単位体積あたりの重量が重い。

## 原木
日本において、合板の材料となる原木は輸入材が大部分を占めており、大規模な工場生産が始まってからは国産材はほとんど使われていない。熱帯雨林産のラワンやメランチといった広葉樹材がほとんどの時期もあったが、最近では原木の入手難からロシア産カラマツ、ニュージーランド産ラジアータパインといった針葉樹材を原料とするものが増えている。また、2001年までは、国産材の割合は140 - 200千m3、3 - 4%とごくわずかであったが、2008年には2,137千m3、54%と、スギを主体として、合板の主要原料となっている。国産材が使われていなかった理由としては、林業の衰退によって、入荷量を確保することが難しいことや、国産材の多くを占めるスギの性質は合板に向いていないことが挙げられるが、外国産針葉樹原木の先行き不透明感に加え、2002年からの林野庁の新流通システム事業による後押しなどが功を奏し、また、スギ向きの製造装置の導入や、各地での合板向け国産材原木の取りまとめなどにより、これらの課題は克服されつつある。

## 製造工程

合板の製造方法の概念図

合板を製造するには、最初にロータリーレースと呼ばれる装置を用いて原木から中間生成物である単板を作る必要がある。この装置は、原木丸太の中心を軸に回転させ、刃を当てるもので、丸太は大根のかつら剥きされて薄板となって出てくる。これを所定の長さでカットし、乾燥させることで単板が作られる。
木目の美しさを重視する家具用の合板の場合、スライサと呼ばれる装置を用いて、平削りによって単板を作ることもある。
次に、単板に接着剤を塗布し、通常は繊維方向を互い違いに重ねて単板の堆積物を作成する。この堆積物にホットプレスと呼ばれる装置を用いて熱と圧力を加えて、接着剤を完全に硬化させることで、合板が製造される。
(単板を繊維方向を同じ向きそろえて接着したものは、LVLと呼ばれる)
この製造工程では、ロータリーレースとホットプレス以外の機械装置は特に必須でないため、今でも発展途上国には、ほとんどの工程を手作業によって合板製造が行われているところがある。一方、先進国では機械化が発達し、例えばロータリーレースの改良により、これまで合板に不向きだった直径の小さな原木からも合板が製造できるようになってきている。

## 接着剤
石油化学が発達する以前は、にかわなどの天然物質が使われており、製造工程の精度の悪さとも相まって、合板には「剥がれやすいベニヤ板」という粗悪なイメージがあった。石油化学が発達してからは、透明で安価な尿素樹脂、あるいは耐水性を改善したユリア・メラミン樹脂接着剤が使われてきたが、これらは経年劣化により、徐々に分解してホルムアルデヒドを発散することが問題となっている。現在は製造時に加えるホルムアルデヒドを必要十分な量に抑えること、そして分解で生じたしたホルムアルデヒドを吸収・分解するキャッチャー剤を配合することで対策されているが、それでも過敏な小児においてシックハウス症候群やアトピー性皮膚炎などの原因になることが報告されている。
構造用の針葉樹合板では、フェノール-ホルムアルデヒド樹脂系接着剤が多く使われている。これは耐久性に優れており、化学的に安定であるためホルムアルデヒドの放出も少ないが、透明ではなく濃い褐色をしているため家具や木工用製品としては好まれない。近年は、成分に全くホルムアルデヒドを含まず、色の薄いイソシアネート樹脂系接着剤も使われるようになっている。これは、フェノール系よりやや高価であるが、特定の重合促進剤を添加すれば、硬化に必ずしも高温を必要とせず40℃程度でも30分で硬化するので、他の熱硬化型接着剤で問題となるパンク（ベニアに含まれている水分が、100℃以上に加熱されることによって高圧の水蒸気となり、製造工程の途中で合板が損傷する現象）が生じにくいという利点もある。製造条件が比較的容易になるので、材料のコストが上がっても生産性向上による製造コストの低減により、最終製品のコストはむしろ下がる場合もある。なお、イソシアネート系接着剤は、セルロースやリグニンの水酸基と反応して分子レベルで木材繊維と接着するため、フェノール系よりも硬化後直後の性能は良いが、経年劣化の度合いはやや大きい事がわかっており、比較的新しい材料であり使用実績の年数も短いため、信頼性を特に必要とする分野にはまだ採用されていない。

木材は透湿性がある（透湿抵抗が低い）素材であるが、合板においては多数の接着層が存在するために、極めて透湿抵抗が高い素材となっている。その為、住宅用建材としては壁内結露の問題を回避するために、あえて安価な合板を使用せず、透湿性のある火山性ガラス質複層板（ダイライトやモイスなど）を選択することがある。

## 耐久性
耐久性は、しばしば無垢材と比較検討される。各種協会の自主検査などによって、接着剤の種類にも寄るが20年程度は規格内の強度が保たれる事例が多いとされているが、20年以降の耐久性を証明する報告はなく、概ね20-30年前後が寿命と考えられている。合板の劣化には水分が大きく関与しており、近年では耐久性を高めるために、接着剤を浸透させた木材を使用した商品なども開発されている。

## 主な用途
様々な用途にもちいられている。主な用途だけでも、下記のような事例を挙げることができる。
- 建築材料

ひとつには構造材（壁、床、屋根などの下張材）として用いられ、建物の強度を高め、耐震性も高める。構造材として用いられた場合は一般に、完成後は壁紙や化粧板の下に隠れて見えなくなってしまうので一般の目には触れにくいが多用されている。たとえば内壁の「面」を作る材料として用いられ、一枚一枚の合板は、柱など軸組構造などにビスで縫い付けられることによって、トラス構造・三角形の構造とは別に負荷を受けて、軸組構造が地震によって揺れて平行四辺形状に変形することを防ぎ、耐震性を高める。床材として用いられる合板も構造材の一種で、合板を敷き詰めて、床の上に乗ることになる家具や人の重さに耐える丈夫な「面」をつくる。その場合にも、一般には合板で床構造を作った上に、さらに上に美麗な床材を敷き詰めることになり、合板はその下に隠される。屋根では屋根の軸組みなどの上に合板で丈夫な「面」を作る。その合板の面の上にプレート類や瓦類を並べてゆくので、合板はやはりその下に隠れることになる。
もうひとつは化粧合板を用いて仕上材として用いる方法。建物の壁・床・天井などの表面に用いる用途。
- 木製の戸などの建具
- 家屋の壁面につくりつけられた棚、居間のカウンターなど、家屋と一体化した家具（「据え付け家具」「造り付け家具」）
- テーブル、イス 等の家具（置き家具)

また住宅まわりでは、積雪地域では使われなくなった建物の窓が冬季に雪の圧力で割れるのを防ぐ、台風が多い地域では飛来物から窓を護る、など
公共の建物では体育館やコンサートホールなどの建築材料として多用されている。
楽器・音楽関連では下記のものなど（合板の技術は無垢材や集成材を使うより低コストとされているが、必ずしもそうではない場合がある。）。
- アコースティック・ギターのボディの曲面（共鳴箱の側面）、エレクトリック・ギターのボディ材、ピアノのボディの主要な材料（高級なスタインウェイのグランドピアノから普及版のアップライトピアノまで幅広く）など。
- ドラムなど円筒形のシェルは合板で作られる事が多い。
- スピーカーユニットの箱の材料

スポーツ関連の中では下記が衆目を集めやすい。
- 卓球のラケットの材料、跳び箱の踏み切りで使うロイター板
- スケートボードのen:Vert rampの材料

軍事用途では、
- 小火器の銃床や銃把

Kar98k小銃、AKM突撃銃、PK(M)機関銃、ドラグノフ狙撃銃、スポーツ競技銃・猟銃など
- 掃海艇の船体

機雷の中には船体の金属材質に磁気的に反応し爆発するものがあるので、掃海艇の中には主に木材で造られるものがあり、そこに合板（マリン合板）も使われる。
- 高速魚雷艇の船体
- 飛行機の機体

「木製の驚異」と称されたデ・ハビランド モスキート爆撃機、ソ連の航空機向けデルタ合板など
等々、特殊な用途や少量使われる用途などまで挙げてゆくと、合板の用途には際限が無い。

## 生産量・消費量
2006年に世界各国で生産された合板は、7,430万m3。国別では、生産量は、多い順に中華人民共和国、アメリカ合衆国、マレーシア、インドネシア、ブラジル、日本。消費量の多い順は中華人民共和国、アメリカ合衆国、日本である。

### アメリカ合衆国
国内の旺盛な需要に応えるため、19世紀から大規模な工業的生産体制が整えられてきたこと、ロッキー山脈を代表する森林地帯を抱えることから、合板の一大生産・消費地の座を占めてきた。原材料となる針葉樹の資源が減少傾向にあることや、安価な輸入合板に押され、生産量は年々漸減傾向にあるが、2005年時点の国内生産量は1,365万m3を誇り、世界第2位の座を確保している。

### 中華人民共和国
旺盛な建設需要に対応するため、合板の製造量は年々拡大し続けている。原材料は、ロシアからの北洋材が中心ではあるが、東南アジアからの南洋材も用いられている。国内産のポプラなどは、若干併用される程度。2006年の国内生産量は2,500万m3であり、国内需要を満たすばかりではなく、アメリカ合衆国や日本などへ向けて、830万m3が輸出されている。

### ロシア
シベリアの森林資源を有するロシアでは、古くから木材産業が主力産業の一つとされていた。しかし、多くは丸太などの素材生産であり、合板などの付加価値を付けた生産品は、2000年代以降に活発になった。2008年の国内生産量は260万m3と、中国などと比べて桁が1つ低いが、北洋材に高い関税を掛ける（2009年以降は80%）など、原料段階で合板の価格形成や生産量の面で主導権を握ろうとしていることが特徴。今後は生産量が高まるものとみられている。
第二次世界大戦中には航空機に使用する高品質な金属を節約するため、デルタ合板が開発された。

### インドネシア
国土の多くが熱帯雨林で占められているため、古くから木材生産が活発に行われてきたが、1985年に自国の資源保護と産業育成のため、丸太の輸出を禁止。以後、合板など付加価値を付けた製品の製造輸出に注力してきた。現在、生産量で世界第4位の座を占めている。日本向けの輸出も多い。

### 日本
日本では、合板の利用法としては、家具や造作材、コンクリートの型枠としての利用が主であったが、構造用合板として住宅の壁や床に利用されるようになってから、需要が拡大した。最近では12mm以上の厚物合板が床に利用される例が増えてきている。
2004年時点の国内生産量、輸入量、および広葉樹・針葉樹合板のシェアを示す（単位：1000m3）。
|            | 広葉樹合板 | 針葉樹合板 | 合計  |
| ---------- | ---------- | ---------- | ----- |
| 国内生産量 | 999        | 2,150      | 3,149 |
| 輸入量     | 4,350      | 130        | 4,480 |
| 合計       | 5,349      | 2,280      | 7,629 |

以上のように、合板生産は日本国外への移転が進んでいるが、国内生産においては針葉樹合板の生産が非常に多くなっており、インドネシアやマレーシアなどからの輸入合板については広葉樹合板の輸入がほとんどを占めている。